# 舛田精一
舛田　精一（ますだ せいいち、1913年6月15日 - 没年不明（1989年以降） ）は、日本の会計学者。
東京出身。早稲田大学政治経済学部卒、日本鋼管に入社し、経理関係の課長、次長を務める。1960年東京シヤリングへ出向し、常務取締役経理部長。1964年日本鋼管を退社し、舛田財務研究所を創設、所長となる。経理関係の実用書を多数執筆した。

## 著書
- 『経営と棚卸資産』実業之日本社 会社員実務新書 1954
- 『棚卸会計の実務』同文館　1954
- 『五つの原価計算 購買・保全・製造・販売・財務の会計』税務経理協会 1956
- 『損益計算と棚卸資産会計』同文館 1957
- 『経理の急所』ダイヤモンド社 1958
- 『経理のむずかしさとおもしろさ』ダイヤモンド社 1958
- 『経理マンのメモ』ダイヤモンド社 1958
- 『経理の目のつけどころ』ダイヤモンド社 1959
- 『内部監査の手続』日本経済新聞社 経営管理全書 1959
- 『羅針盤としての経理・推進機としての経理』ダイヤモンド社 1959
- 『経営診断カルテ』経林書房 1960
- 『経理規程の考え方・作り方』ダイヤモンド社 1960
- 『貸借対照表の見方』ダイヤモンド社 1960
- 『貸借対照表の診断 会社のお脈拝見』日本経済新聞社 1962
- 『決算報告書による会社診断法 実例による分析』実業之日本社 1964
- 『資金繰りの経営実務 経営感覚と実例分析』実業之日本社 1964
- 『経営数字の魔術』有紀書房 有紀新書　1965
- 『経理課員の盲点』ダイヤモンド社 1965
- 『実践内部監査教室』池田書店 1965
- 『経理を学ぶポイント』実業之日本社 1966
- 『決算報告書の見方』ダイヤモンド社 1966
- 『新しい経理部課長の実務』日本経営出版会 1967
- 『決算報告パトロール 実戦的経営分析の手引』東洋経済新報社 1967
- 『高収益会社の条件 バランスシートの秘密』実業之日本社 1967
- 『会社の成績 見方・つかみ方』日本経営出版会 1968
- 『会社の部門別業績評価』実業之日本社 オレンジベルト・シリーズ　1968
- 『経理実務のテクニック 金の管理編』実業之日本社 1968
- 『経理実務のテクニック 物の管理編』実業之日本社 1968
- 『ダイナミック資金繰り表 その作り方・利用の仕方』税務研究会出版局 1968
- 『経理実務のテクニック 予算・決算編』実業之日本社 1969
- 『利潤アップの経理戦略』ダイヤモンド社 1969
- 『経理実務のテクニック 財務分析編』実業之日本社 1970
- 『小切手・手形のマネジメント 現金を生む資金繰りの技術』ダイヤモンド社 1970
- 『月次決算のすすめ方』中央経済社 1971
- 『舛田精一の経理大学 誰も教えてくれないことを教える』日本実業出版社 1971
- 『効率経営時代 利益管理の実務』税務経理協会 税経新書　1972
- 『3時間で解る決算実務 財務諸表ルールの改正点』実業之日本社 1972
- 『資金管理表の作り方・使い方』中央経済社 1972
- 『バランスシート診断 短時間でできる決算報告書の見方』ぱるす出版 1972
- 『経理規程の考え方と運用』ダイヤモンド社 1973
- 『損益計算書の診断 利益の実力判定法』ぱるす出版 1973
- 『わかりやすい小切手・手形の経営実務 出納と資金運用のチェック・ポイント』同文館 1973
- 『簿記の手引き』ダイヤモンド社 ビジネス新書　1974
- 『経理部課長の実務』日本経営出版会 部課長シリーズ 1975
- 『決算報告書の見方』ダイヤモンド社 1976
- 『実用資金繰りの手ほどき』日本経営出版会 企業会計入門講座 1976
- 『経営者のための経営分析 業績管理と決算対策のポイント』マネジメント社 1977
- 『新・バランスシート診断 やさしい決算報告書の読み方』ぱるす出版 1977
- 『経理の着眼点 利益の向上と資金の効率化』マネジメント社 1978
- 『決算書分析入門 貸付判断・管理のための徴求書類の見方』銀行研修社 1978
- 『3時間でわかる決算実務』実業之日本社 1978
- 『実践手形経理入門 資金繰りの妙手』マネジメント社 1978
- 『企業と決算書の話』銀行研修社 1979
- 『3時間でわかる資金繰り お金の効率的な運用法』実業之日本社 1979
- 『すぐ役立つ経理のテクニック 物の会計・金の会計の急所』実業之日本社 1979
- 『誰でもできるバランスシートの見方 優良会社・不良会社の見分け方』実業之日本社 1979
- 『いじわる経理学校』ダイヤモンド社 1980
- 『3時間でわかる決算実務 決算書類づくりのポイント』実業之日本社 1980
- 『財務諸表の見方』中央経済社 1980
- 『誰でもできる損益計算書の見方 会社の数字の裏を見抜く法』実業之日本社 1980
- 『収益向上に役立つ資金繰りのテクニック』中央経済社 1982
- 『会社の状況がひと目でわかる月次決算の実際』中央経済社 1983
- 『新決算書分析の基礎知識』税務経理協会 ビジネス計算基礎知識シリーズ　1983
- 『バランスシートの読み方・活かし方 会社の数字を10倍効果的に見抜く』PHP研究所 1983
- 『経理部長の感覚』中央経済社 1985
- 『経理部長の手腕 会社数字のオモテとウラ』中央経済社 1986
- 『経理の精神』中央経済社 1988
- 『新決算書分析入門』銀行研修社 1989

### 共編著
- 『棚卸資産会計研究 理論と実務』青木茂男共著 税務経理協会 1951
- 『経理監査と税務監査』佐野賀一共著 税務新報社 1959

## 論文
- <舛田精一